# Astragalus cenorrhynchus
Astragalus cenorrhynchus är en ärtväxtart som beskrevs av Rupert Charles Barneby. Astragalus cenorrhynchus ingår i släktet vedlar, och familjen ärtväxter. Inga underarter finns listade i Catalogue of Life.